# NGC 6419
NGC 6419 is een spiraalvormig sterrenstelsel in het sterrenbeeld Draak. Het hemelobject werd op 17 augustus 1883 ontdekt door de Amerikaanse astronoom Lewis A. Swift.

## Synoniemen
- UGC 10924
- MCG 11-21-12
- ZWG 321.24
- PGC 60543